# Гасан-ага
Гасан-ага (тур. Hasan Ağa) або Хадим Гасан-ага (тур. Hadım Hasan Ağa), також Гасан Євнух — сардинський ренегат і фактичний правитель османського Алжирського еялету з 1533 по 1545 рік. Розбив Алжирську ескспедицію іспанських військ на чолі з імператором Карлом V Габсбургом у 1541 році.

## Біографія
Гасан-ага (слово «ага» означає «офіцер») — сардинець, захоплений в дитячому віці Хайр ад-Діном Барбароссою під час пограбування поселення на Сардинії. Барбаросса зробив з нього євнуха і призначив своїм управителем і своїм помічником.
Коли султан Сулейман I в 1533 році викликав Барбароссу з Алжиру до Константинополя, щоб призначити його капудан-пашею флоту Османською імперії, Хайр ед-Дін залишив Гасан-агу керувати замість себе Алжиром і призначив його адміралом османського флоту Алжиру.
У 1534 році, коли Барбаросса вів свої кампанії в Тунісі, Гасан-ага керував від його імені Алжиром . Оскільки Барбаросса, як головнокомандувач османського флоту продовжував перебувати в Стамбулі, Гасан-ага залишався фактичним правителем Алжиру до 1545 року, Гасан-ага керував обороною Алжира під час іспанської Алжирської експедиції 1541 року, в якій Барбаросса не брав участі і яка закінчилася катастрофічними для Карла V результатами. У квітні 1542 року він напав на еміра Куку Сі-Ахмеда Белкаді, який надав допомогу Карлу V під час нападу на Алжир. Зіткнувшись із шеститисячною армією, Сі-Ахмед Белкаді визнав свою залежність від Гасана-аги і сплатив йому данину грошима та худобою.
Після виходу Барбаросси у відставку в 1544 році, син Барбаросси Гасан-паша був призначений бейлербеєм Алжиру, щоб замінити свого батька, і таким чином змінив Гасана-агу на посаді фактичного правителя Алжирського еялету.
Гасан-ага помер до вересня 1545 року.